# Illawarra (1881)
Il clipper Illawarra è stato una nave mercantile a vela britannica utilizzata dal 1881 al 1912.

## Storia

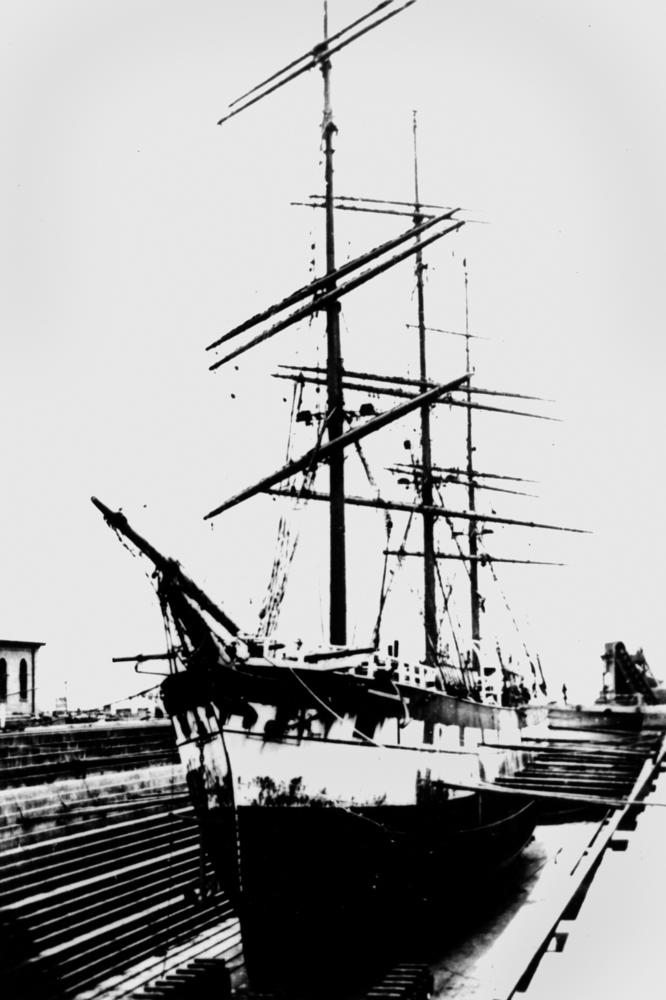
Lo Illawarra in cantiere navale.

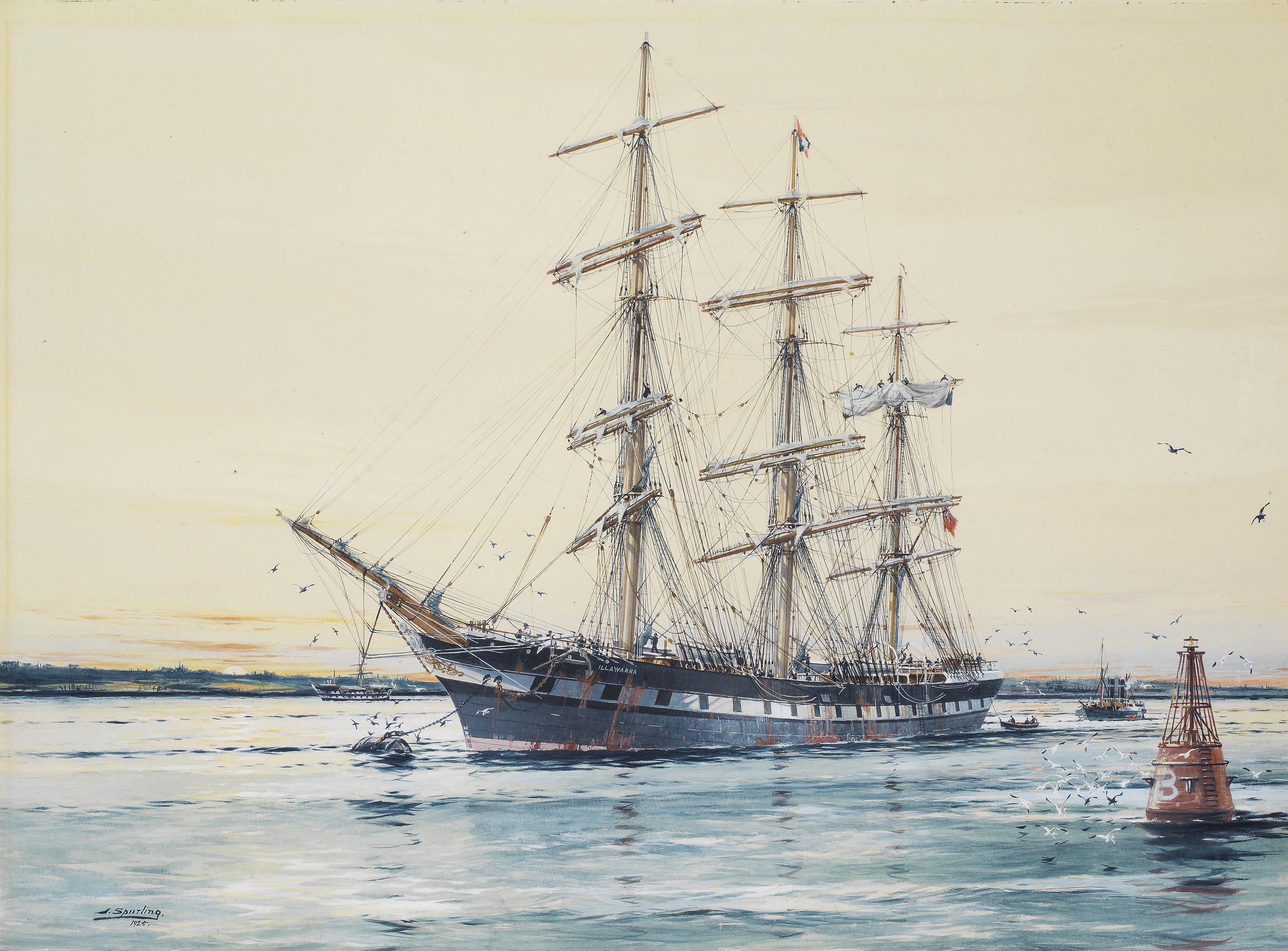
Lo Illawarra alla fonda, acquerello del 1925.

La nave mercantile a vela con scafo in ferro Illawarra fu costruita presso il cantiere navale Dobie & Co. di Govan nel 1881, per la compagnia Devitt & Moore di Londra, venendo varata il 20 ottobre dello stesso anno. Venne registrata l'8 dicembre 1881 presso il registro navale britannico con il numero 85076, segnale WFKT, venendo impiegata per il trasporto passeggeri verso l'Australia. Tra il 1881 e il 1887 fu al comando del captain D.B. Carvosso. Dal 16 gennaio 1887 al 22 aprile dello stesso anno, percorse la rotta Londra-Sydney, in 97 giorni, e dal 7 dicembre 1885 al 21 marzo 1886 impiegò 104 giorni per coprire la rotta di ritorno da Sydney a Londra. Tra il 1888 e il 1899 fu ancora al comando del captain Carvosso, che tra il dicembre 1889 e il 5 aprile 1890 coprì la rotta da Sydney a Londra in 103 giorni. Nel 1899 il captain J.H. Barrett assunse il comando dello Illawarra, in sostituzione di Carvosso, ma decedette in mare il 12 dicembre a 44°S, 45° E, e il comando della nave fu assunto dal primo ufficiale Mr. Munafort. Tra il 1900 e il 1907 fu al comando del captain Charles Maitland, servendo come nave scuola a vela (1899-1907).
Nel giugno 1907 fu venduta alla compagnia N.A. Lydersen & Co. di Tvedestrand, nel 1908 fu al comando del capitano O.J. Jobsen, e nel 1909 del capitano I. Jobsen. Il 5 marzo 1912 fu abbandonato in mare in Nord Atlantico, posizione 50° 51' N, 12° 59' W, durante un viaggio da Leith a Coquimbo (Valparaiso) con un carico di carbone. La nave si capovolse quando il carico si spostò. Altre fonti dicono che il carico prese fuoco. L'equipaggio fu prelevato dalla nave a vapore britannica Manchester Mariner e successivamente trasferito sulla SS Bengore Head.

### Fonti
1. ↑  Clydeships.
2. 1 2  Wrecksite.
3. 1 2 3 4 5 6 7 8 9 10 11  Bruzelius.